# Saaremetsa
Saaremetsa este o arie protejată (arie specială de conservare — SAC, sit de importanță comunitară — SCI) din Estonia întinsă pe o suprafață de 84,8 ha, integral pe uscat.

## Localizare
Centrul sitului Saaremetsa este situat la coordonatele 58°27′12″N 23°07′15″E / 58.4533°N 23.1207°E.

## Înființare
Situl Saaremetsa a fost declarat sit de importanță comunitară în aprilie 2004 pentru a proteja un număr necunoscut de specii din flora spontană și fauna sălbatică aflate în arealul zonei. Situl a fost protejat și ca arie specială de conservare în iulie 2006.

## Biodiversitate
Situată în ecoregiunea boreală, aria protejată conține 2 habitate naturale: Pajiști cu Molinia pe soluri calcaroase, turboase sau argilos-nămoloase (Molinion caeruleae), Pajiști din zone de pădure fino-scandinave.
La baza desemnării sitului se află un număr nedeclarat de specii protejate.